# 헬로 돌리
《헬로 돌리》(Hello, Dolly!)는 미국에서 제작된 진 켈리 감독의 1969년 코미디, 뮤지컬, 멜로/로맨스 영화이다. 바브라 스트라이샌드 등이 주연으로 출연하였고 어니스트 리먼 등이 제작에 참여하였다.
1969년 12월 16일 20세기 폭스에 의해 개봉되었으며 아카데미 미술상, 아카데미 음악상, 아카데미 음향효과상 부문에서 아카데미상을 수상했다.

## 출연

### 주연
- 바브라 스트라이샌드
- 월터 매튜

### 조연
- 마이클 크로포드
- 마리앤느 맥앤드류
- 대니 록킨
- E.J. 피커
- 토미 튠
- 데이빗 허스트
- 프리츠 펠드
- 리처드 콜리어
- J. 팻 오말리
- 루이 암스트롱

## 기타
- 원작자: 쏜톤 와일더
- 협력프로듀서: 로저 에덴스
- 미술: 존 디커
- 의상: 아이린 세러프
- 배역: 알릭스 고딘
- 배역: 조 스컬리